# Onthophagus chalcostolus
Onthophagus chalcostolus là một loài bọ cánh cứng trong họ Bọ hung (Scarabaeidae).